# 尼羅鱷
尼罗鳄（學名：Crocodylus niloticus）又叫尼罗河鱷，是一種大型鱷魚，非洲最大的爬行動物，也是非洲最大的肉食動物，體型僅次於河口鱷，為全數23種鱷魚當中被人類研究最多的一種。

## 特征
雌性尼羅鱷身長2.5至3.9米，雄性體長3.5至5.5米，雌性體重227至300公斤, 雄性500至1090公斤，平均壽命達70至100年。吻阔略呈长三角形，上颌每侧有牙齿16-19枚，下颌每侧14-15枚；躯干背面有坚固的厚鳞甲6-8纵列；四肢的外侧有锯齿缘，趾间有蹼。
体色背面为暗橄榄褐色，腹面淡黄色，幼体颜色较淡，有黑色的斑點及網狀花紋。其下顎第四齒由上顎的V字形凹陷中向外面突出。尼羅鱷非常強壯，尾巴強而有力，有助於游泳。成年尼羅鱷的體重可以重達一噸。

## 分佈
尼羅鱷出現在非洲東部、中部及南部的大部分地區，以及馬達加斯加島，主要棲身於河流及湖泊之中。自公元9世紀開始，牠們已經成為人類的獵殺對象，因為牠們的皮於當時非常名貴。

## 習性
尼羅鱷喜愛獨居，尼羅鱷夜間會在水內，日出時則會上岸日光浴。牠們會埋伏在河岸邊緣，偷襲捕食斑馬及各種羚羊，除埋伏在河岸邊緣外，也會在斑馬及各種羚羊渡河時埋伏捕食。成年尼羅鱷會吞下石塊以作壓艙之用，有助於水底保持平衡。在毛里塔尼亚旱季期間，尼羅鱷會躲藏於地底之下，直到下一個雨季來臨為止。由於身體代謝作用很低，且能夠藉由日光浴維持體溫，所以並不需要大量食物，吃下一頭斑馬或羚羊後，可以一年內不必進食。
繁殖方面，雌性尼羅鱷會於沙質的河岸挖洞造巢，每次可生25至100隻蛋。對於這種鱷魚的蛋來說，水災同尼羅河巨蜥是最大的威脅。
尼羅鱷和非洲獅這兩種頂級掠食者通常是互不干擾的，除了偶爾會爭搶或共享獵物，牠們之間的流血衝突是罕見的。在南非克魯格公園，1954-1966年的記錄中，獅子共捕殺了兩隻鱷魚，較之別的獵物可以說是極少了。而同期鱷魚只捕殺了一隻獅子，占281次獵殺總數的0.35%。1936-1946年的記錄中，尼羅鱷的125次獵殺中無一次獵物是獅子。據學者Salmon報導，1931年在烏干達，獅子曾殺了一隻3.5米的大鱷魚，獅子吃掉了鱷魚的脖子、肩膀和體側。而在肯尼亞北部的圖爾卡納湖西岸，獅子捕殺鱷魚是常見的，因為當地有蹄動物數量稀少，鱷魚就是最多見的大型動物了。學者Pienaar研究過1933-1946年和1954-1966年克魯格國家公園的食肉動物捕獵情況，獅子共獵殺了675隻長頸鹿，鱷魚和獵豹各獵殺兩隻。

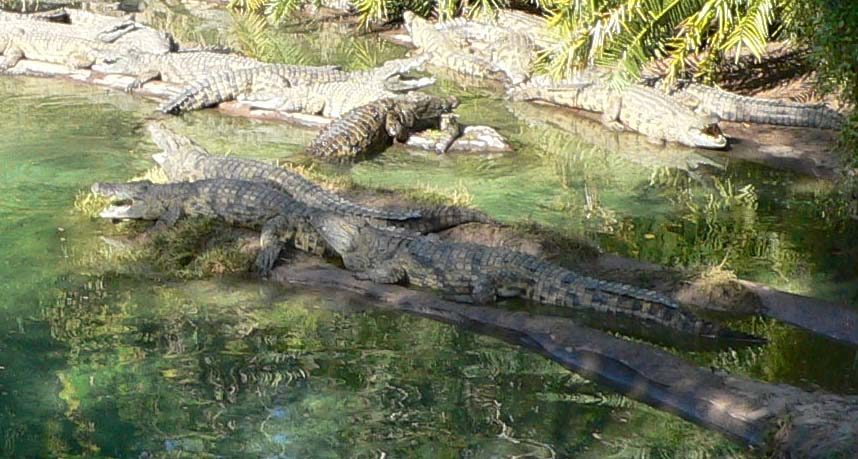
迪斯尼動物世界裏面一群尼羅鱷
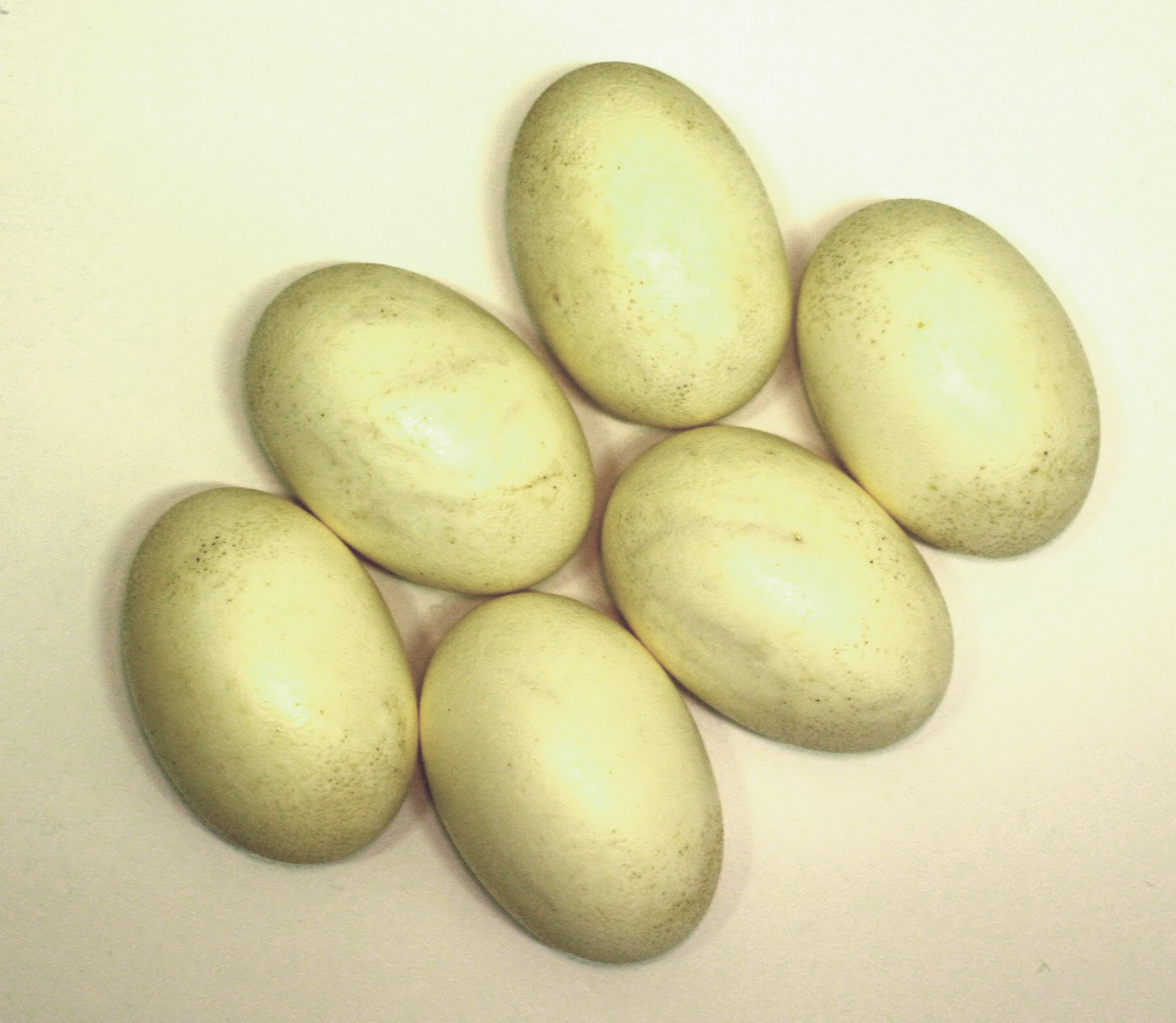
尼羅鱷的蛋
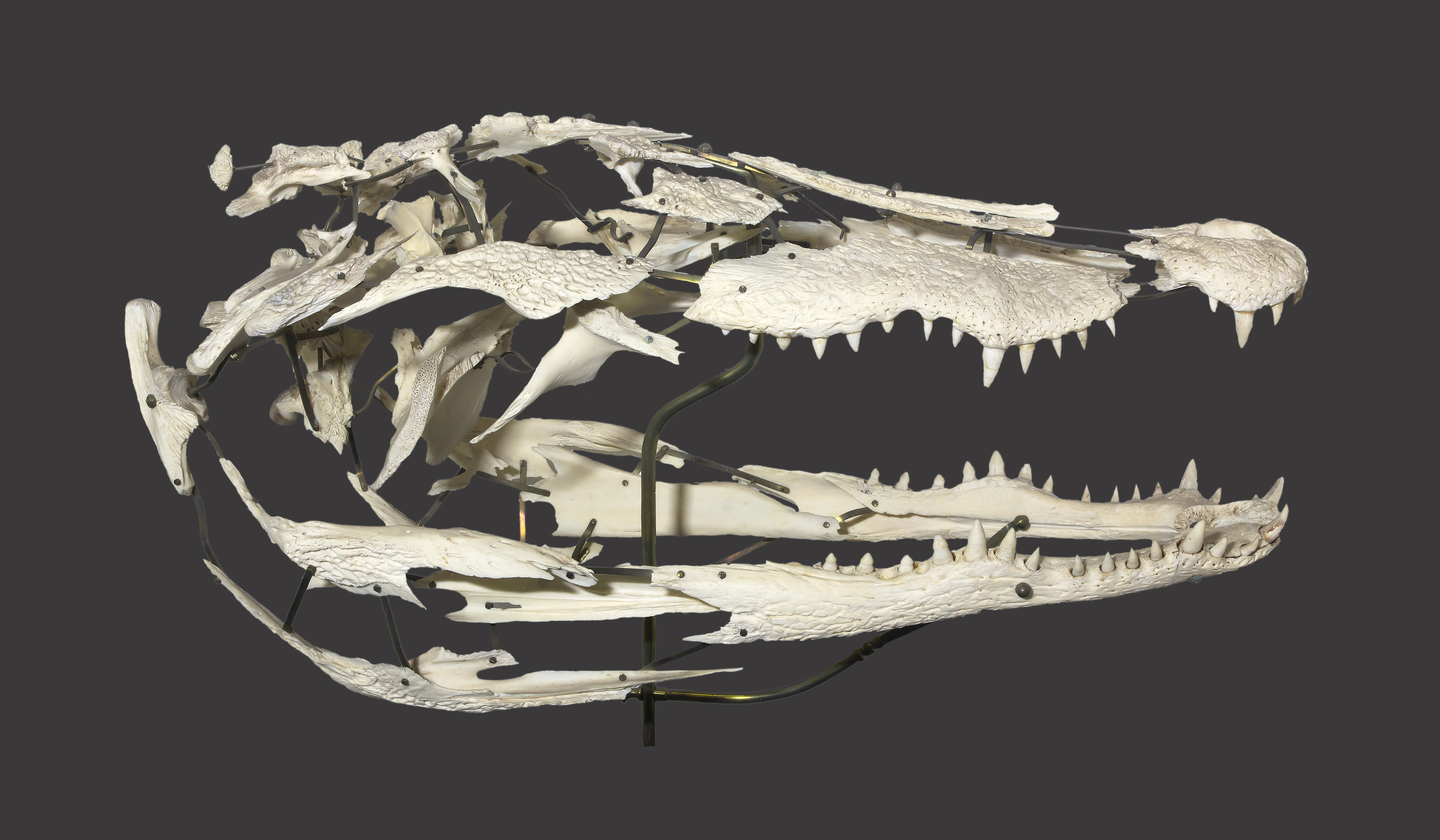
skull
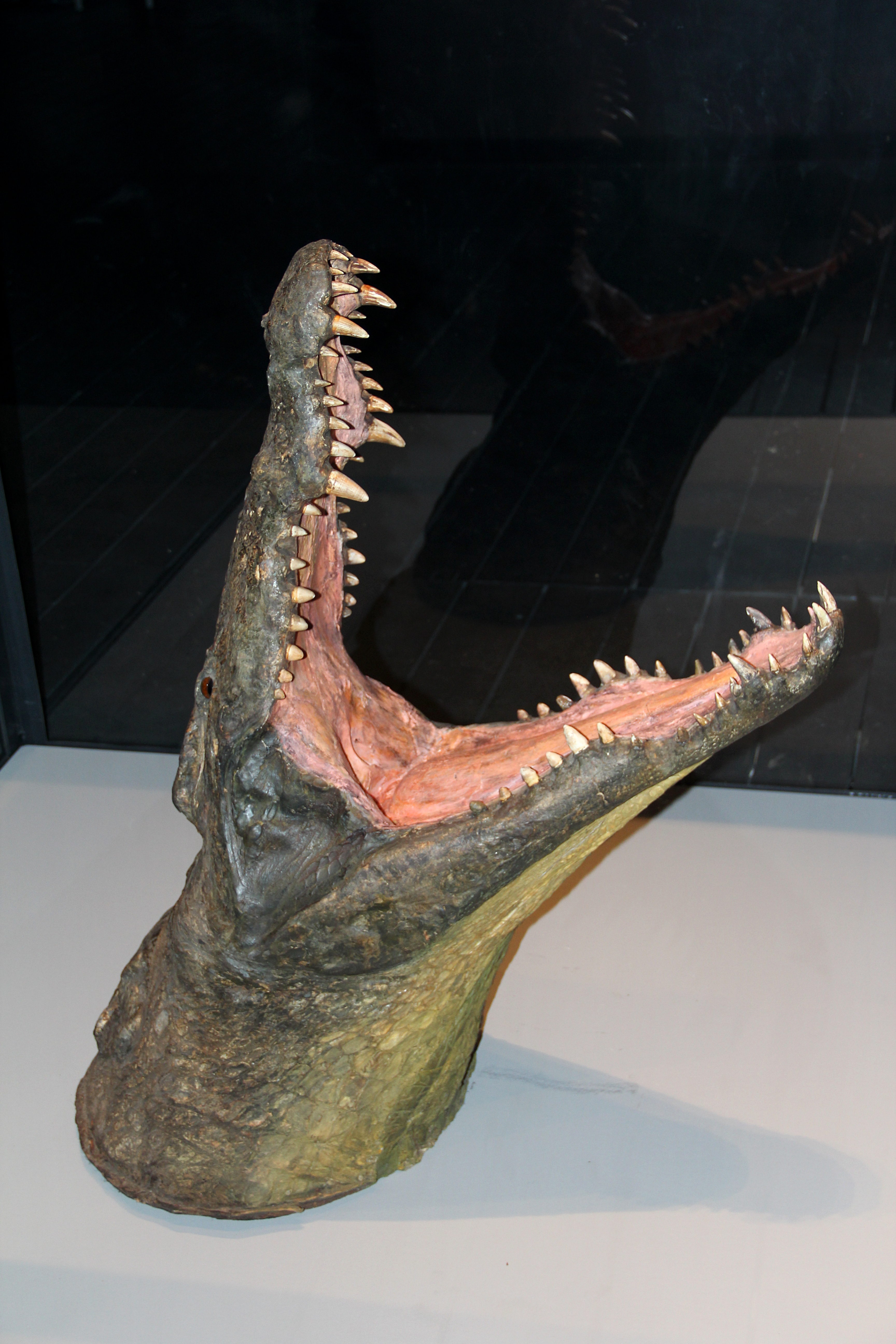
歸化鱷魚頭。

## 資料來源
1. ↑  .   [2020-01-29]. （原始内容存档于2017-02-17）.
2. ↑  .   [2014-02-24]. （原始内容存档于2014-02-27）.
3. ↑  .   [2021-07-04]. （原始内容存档于2021-07-09）.
4. ↑  .   [2021-07-04]. （原始内容存档于2021-07-09）.

- 《自然珍藏系列：兩生爬行類圖鑑》 ISBN 952-469-519-0
- 《揚子鱷研究》「世界鱷類概述」一文 ISBN 7-5428-3377-6